# Шалва Маглакелідзе
Шалва Миколайович Маглакелідзе — грузинський юрист, політик, високопоставлений офіцер нацистської Німеччини.
Член уряду Грузинської республіки, генерал-губернатор Тифлісу (1919—1920). Активний учасник антирадянського руху, лідер грузинського емігрантського руху. У роки війни — генерал-майор вермахту, куратор і ідейний натхненник частин Грузинського легіону.

## Біографія

### Ранні роки
Шалва (Салва) Маглакелідзе закінчив гімназію в Кутаїсі. Отримав юридичну вищу освіту в Берлінському університеті, там же захистив дисертацію.
Брав участь у бойових діях Першої світової війни на боці російської армії. Активно підтримав незалежність Грузії в 1917 році.
У 1917—1918 роках був повноважним представником Тимчасового уряду, потім Уряду Грузії в Ахалцихе і Ахалкалакі, де активно протистояв мусульманському сепаратизму. Співпрацював з представниками німецького експедиційного корпусу, зокрема, особисто з Вернером фон Шуленбургом при підготовці грузино-німецького договору (26 травня 1918 року, Батумі). Маглакелідзе підозрювали в лобіюванні молодшого сина імператора Вільгельма — принца Йоахіма Прусського — як претендента на грузинський престол.
Після входження Грузії до складу Радянської Росії у 1921 році змушений був разом з дружиною-німкенею і сином емігрувати.

### В еміграції
Осівши в 1923 році в Латвії, в 1929 році бере участь у створенні товариства емігрантів «Іверія» (пізніше «Кавказ»). У 1933 році грузинська діаспора вийшла з «Кавказу» і створила «Грузинське суспільство в Латвії». Маглакелідзе і його дружина перебували в Латвійській СДРП. Маглакелідзе мав тісні контакти з грузинськими політичними центрами еміграції у Франції і в 1934 році родина Маглакелідзе виїжджає з Риги в Париж.

### Співпраця з нацистами
У 1938 році Маглакелідзе переїжджає в Берлін, де розгортає активну націоналістичну діяльність. Відновлює контакти з Шуленбургом; спільно вони лобіюють інтереси грузинського принца, князя Іраклія Багратіона-Мухранского (1909—1977), як кандидата на грузинський престол. Маглакелідзе підтримує ідеї створення Кавказької конфедерації під турецьким протекторатом.
Вступивши на службу в вермахт, в 1942 році бере участь у діяльності організацій «Білий Георгій» (1925—1945) і «Союз грузинських традиціоналістів», набирали своїх членів з числа емігрантів, так і перебіжчиків, військовополонених РСЧА. У тому ж році Шалва Маглакелідзе (у ранзі полковника) очолює на території Польщі (Крушне) агітаторську та організаторську діяльність з формування частин Грузинського легіону. Один з батальйонів був названий його ім'ям (№ 795).
У жовтні 1943 року він був відсторонений від взаємодій з Легіоном зважаючи протестної позиції щодо використання грузинських солдатів на західних напрямках. В чині генерал-майора, в 1944 році входить в управління КОНР, за що різко критикується представниками грузинського емігрантського руху.

### Після війни
Після закінчення війни проживав з родиною в Італії, потім (з 1950) у ФРН. Працював військовим радником Канцлера ФРН (1949—1952). Не залишаючи зусиль щодо об'єднання грузинської еміграції, разом з сином бере участь у створенні «Союзу грузинських вояків у вигнанні» (створений у Мюнхені 26 січня 1954).

### Викрадення
У серпні 1954 року Шалва Маглакелідзе був викрадений в Мюнхені агентами КДБ і таємно вивезений в СРСР. В ході слідства «визнав свої помилки», назвавши діячів грузинської еміграції агентами Великої Британії і США. Після короткого ув'язнення був випущений, проживав і працював юристом в Грузії під пильним наглядом КДБ, у відриві від сім'ї.

## Нагороди[9]
- Залізний хрест 2-го і 1-го класу
- Хрест Воєнних заслуг 2-го класу з мечами
- Відзнака для східних народів 2-го класу в сріблі
- Нагрудний знак «За танкову атаку»

## Публікації
- Vers la restauration du Royaume de Georgie // Tetri Giorgi, № 99 (1936).